# Matthias Gelbmann
Matthias Gelbmann (* 5. April 1948 in Andau) ist ein österreichischer Politiker (SPÖ). Er war von 1999 bis 2010 Abgeordneter zum Burgenländischen Landtag.

## Leben
Gelbmann besuchte die Volksschule in Andau und die Hauptschule in Frauenkirchen, bevor er den Beruf des Installateurs erlernte und seine Ausbildung mit der Gesellenprüfung abschloss. Gelbmann ist seit 1982 als Monteur beim Wasserleitungsverband Nördliches Burgenland angestellt.
Gelbmann trat 1969 der SPÖ bei und ist seit 1984 SPÖ-Ortsparteivorsitzender von Andau. Er wurde 1977 erstmals Mitglied des Gemeinderats, war von 1985 bis 1987 Mitglied im Gemeindevorstand und hatte zwischen 1987 und 1992 das Amt des 1. Vizebürgermeisters inne. 1992 wurde Gelbmann zum Bürgermeister von Andau gewählt. Zudem wurde Gelbmann 1999 zum Bezirksparteivorsitzenden-Stellvertreter der SPÖ Neusiedl am See ernannt. 
Gelbmann vertrat die SPÖ ab dem 4. November 1999 im Landtag und war Bereichssprecher für Energie, Abfallwirtschaft und Wasserwirtschaft im SPÖ-Landtagsklub. Nach der Landtagswahl im Burgenland 2010 schied Gelbmann per 24. Juni 2010 aus dem Landtag aus.
Gelbmann ist verheiratet und hat 2 Töchter und 3 Enkelkinder.